# Vieux-Thann
Vieux-Thann é uma comuna francesa na região administrativa de Grande Leste, no departamento Alto Reno. Estende-se por uma área de 5,11 km². Em 2010 a comuna tinha 2 876 habitantes (densidade: 562,8 hab./km²).